# Mustasaari (ö i Koskeljärvi)
Mustasaari är en ö i Finland. Den ligger i sjön Koskeljärvi och i kommunen Eura i den ekonomiska regionen  Raumo ekonomiska region  och landskapet Satakunta, i den sydvästra delen av landet, 170 km nordväst om huvudstaden Helsingfors. Öns area är 4,8 hektar och dess största längd är 480 meter i sydöst-nordvästlig riktning.